# Coptoeme aenea
Coptoeme aenea là một loài bọ cánh cứng trong họ Cerambycidae.